# Tingsryds AIF
Tingsryds AIF ist ein 1923 gegründeter schwedischer Eishockeyklub aus Tingsryd. Die Mannschaft spielt seit 2015 wieder in der dritthöchsten schwedischen, der Hockeyettan.

## Geschichte
Der Klub wurde 1923 gegründet. Der Tingsryds AIF spielte insgesamt sieben Jahre lang in der höchsten schwedischen Spielklasse und verbrachte zahlreiche Spielzeiten in der zweiten Liga. 2002 wurde der Klub aufgrund von Steuervergehen in die Division 1 zwangsversetzt und schaffte erst zur Saison 2010/11 den Wiederaufstieg in die zweitklassige HockeyAllsvenskan.
2013 folgte ein erneuter Abstieg in die Division 1, ein Jahr später der Wiederaufstieg in die Allsvenskan.

## Bekannte ehemalige Spieler
- Oliver Ekman Larsson
- Teemu Elomo
- Fredrik Emvall
- Viktor Fasth
- Kjell Samuelsson
- János Vas